# Хаити на Светском првенству у атлетици у дворани 2016.
Хаити су учествовао на 16. Светском првенству у атлетици у дворани 2016. одржаном у Портланду од 17. до 20. марта. Репрезентацију Хаитија на њеном дванаестом учествовању на светским првенствима у дворани представљао је један атлетичар који се такмичио у трци на 60 метара.,
На овом првенству Хаити није освојио ниједну медаљу нити је оборен неки рекорд.

## Учесници
Мушкарци:
- Дарел Веш — 60 м

## Резултати

### Мушкарци
| Атлетичар | Дисциплина | Лични рекорд | Квалификације | Квалификације | Полуфинале           | Полуфинале           | Финале               | Финале       | Детаљи |
| Атлетичар | Дисциплина | Лични рекорд | Резултат      | Место         | Резултат             | Место                | Резултат             | Место        | Детаљи |
| --------- | ---------- | ------------ | ------------- | ------------- | -------------------- | -------------------- | -------------------- | ------------ | ------ |
| Дарел Веш | 60 м       | 6,62 НР      | 6,77          | 4. у гр. 3    | Није се квалификовао | Није се квалификовао | Није се квалификовао | 31 / 53 (56) |        |